# Pedroso (Vila Nova de Gaia)
Pedroso ist ein Ort und eine ehemalige Gemeinde (Freguesia) im Nordwesten Portugals.
Pedroso gehört zum Kreis Vila Nova de Gaia im Distrikt Porto. Die Gemeinde hatte eine Fläche von 19,4 km² und 18.781 Einwohner (Stand 30. Juni 2011).
Am 29. September 2013 wurden die Gemeinden Pedroso und Seixezelo zur neuen Gemeinde União das Freguesias de Pedroso e Seixezelo zusammengeschlossen.

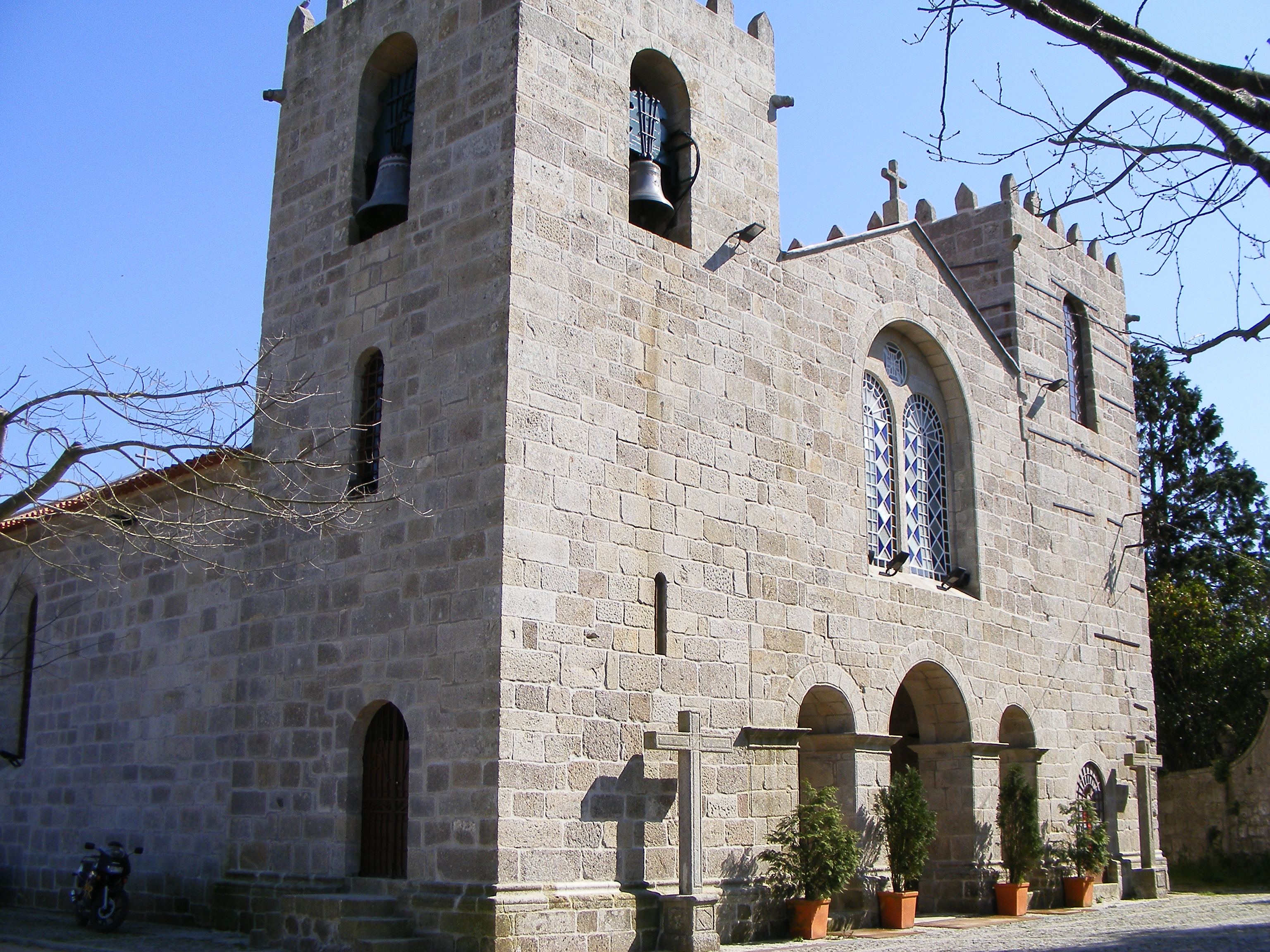
Kloster Pedroso